# UV Весов
UV Весов (лат. UV Librae) — одиночная переменная звезда в созвездии Весов на расстоянии (вычисленном из значения параллакса) приблизительно 33418 световых лет (около 10246 парсеков) от Солнца. Видимая звёздная величина звезды — от +18,3m до +12,7m.

## Характеристики
UV Весов — красная пульсирующая переменная звезда, мирида (M) спектрального класса M6e?.